# Деца, забравени от Бога
„Деца, забравени от Бога“ (на английски: Children of a Lesser God) е американска романтична драма от 1986 г. на режисьора Ранда Хейнс, по сценарий на Хеспър Андерсън и Марк Медоф, който е базиран на едноименната пиеса, написан от Марк Медоф през 1979 г. Във филма участват Уилям Хърт, Марли Матлин (в нейния филмов дебют), Пайпър Лори и Филип Боско. Премиерата на филма е на 3 октомври 1986 г. от „Парамаунт Пикчърс“.

## Актьорски състав
| Актьор        | Роля                   |
| ------------- | ---------------------- |
| Уилям Хърт    | Джеймс Лийдс           |
| Марли Матлин  | Сара Норман            |
| Пайпър Лори   | Госпожа Норман         |
| Филип Боско   | Доктор Къртис Франклин |
| Алисън Гомф   | Лидия                  |
| Боб Хитлърман | Орин                   |
| Линда Боув    | Мариан Лоесър          |